# Karl Petrus Theodor Bohlin
Karl Petrus Theodor Bohlin (* 30. Oktober 1860 in Stockholm; † 25. Mai 1939 ebenda) war ein schwedischer Astronom.

## Leben
Bohlin legte 1878 die Reifeprüfung in Stockholm ab und wurde im Jahre 1883 Lizenziat in Uppsala, Schweden, 1885 Dozent für Astronomie und promovierte 1886. Zwischen 1880 und 1883 war er Assistent am Astronomischen Observatorium Uppsala und führte im Sommer dieses Jahres im Generalstab geodätische und astronomische Arbeiten durch und im Winter 1882–1883 führte er Beobachtungen zu Veränderungen im Magnetfeld durch, die in Uppsala in Verbindung mit künftigen internationalen Arktis-Expeditionen organisiert wurden.

## Wissenschaftliche Arbeit
Zwischen 1884 und 1888 und 1890–1891 war er als Assistenz-Astronom am Observatorium Stockholm und zweimal, 1888–1889 und 1896, als Observator am Uppsala-Observatorium tätig. Zwischen 1891 und 1893 unternahm er eine Reise nach Deutschland und Russland und 1893–1894 eine weitere Reise nach Russland. Während dieser Reisen hatte er eine Stelle am Königlichen Astronomischen Rechen-Institut in Berlin, wo er bei Berechnungen der Störungen des Jupiter auf die Bahnen von Kleinplaneten beteiligt war und er an Oskar Backlunds Büro in Sankt Petersburg die Umlaufbahn des Enckeschen Kometen berechnete. Im Jahr 1897 wurde er Professor für Astronomie an der Königlich Schwedischen Akademie der Wissenschaften. Im selben Jahr wurde er als Astronom an die Universität Stockholm berufen. Im Jahr 1898 wurde er als Mitglied in die Akademie der Wissenschaften gewählt und im Jahr 1900 wurde er Mitglied der Königlichen Physiographischen Gesellschaft in Lund.
Bohlin veröffentlichte eine Vielzahl astronomischer Thesen, die meisten theoretischen Inhalts. Er hinterließ einen wertvollen Beitrag zur Frage der Berechnung der Störungen der Asteroidenbahnen und entwickelte eine Theorie zu sogenannten „Gruppenstörungen“ in Tafeln und Formeln zur gruppenweise Berechnung der allgemeinen Störungen benachbarter Planeten (Uppsala 1896) bzw. Sur le développement des perturbations planétaires (im Jahrbuch 1902 des Stockholm Observatorium).
Unter den Beobachtungsarbeiten von Bohlin sind zu erwähnen die Bestimmung der Polhöhe des Observatoriums Uppsala (1882), Über die Beobachtungen des Observatoriums Uppsala zur Bestimmung der Äquinoktien im Frühjahr und Herbst 1889 (1890) und eine Vielzahl von Beobachtungen von Planeten und Kometen, die in den „Astronomischen Nachrichten“ veröffentlicht wurden. Außerdem hinterließ er Beiträge zur Frage der Parallaxen der Sterne. Er veröffentlichte auch einige Arbeiten auf dem Gebiet der Mathematik und Mechanik.
Der Asteroid Bohlinia ist nach ihm benannt.